# Либерти (округ Алигени, Пенсилванија)
Либерти (енгл. Liberty, Allegheny County) град је у америчкој савезној држави Пенсилванија.

## Демографија
По попису из 2010. године број становника је 2.551, што је 119 (-4,5%) становника мање него 2000. године.
| Група             | 2000.         | 2010.         |
| Белци             | 2.607 (97,6%) | 2.476 (97,1%) |
| Афроамериканци    | 39 (1,5%)     | 36 (1,4%)     |
| Азијати           | 3 (0,1%)      | 6 (0,2%)      |
| Хиспаноамериканци | 10 (0,4%)     | 11 (0,4%)     |
| Укупно            | 2.670         | 2.551         |